# Lemonade (Alexandra Stan)
Lemonade è un singolo della cantante rumena Alexandra Stan, quinto estratto dall'album Saxobeats e prodotta e scritta dal team di Maan Studio.

## Video musicale
Il video è stato reso disponibile il 12 giugno 2012 sul canale di Maan Studio e ha ricevuto più di 12 milioni di visualizzazioni in tre mesi, mentre è stato caricato il 14 giugno 2012 sul canale della Ego. Il singolo ha raggiunto solo in Italia il disco d'oro per le 15 000 copie.

## Tracce
Digital Download
1. Lemonade (Radio Edit) - 3:30

UK Edition
1. Lemonade (UK Radio Edit) - 2:47
2. Lemonade (Original) - 3:31
3. Lemonade (Cahill Edit) - 3:03
4. Lemonade (Cahill Club Mix) - 6:03
5. Lemonade (Rudedog Radio Edit) - 3:43
6. 1.000.000 (UK Radio Edit)

Remixes EP
1. Lemonade (Da Brozz Remix) - 5:05
2. Lemonade (Fedo Mora and Oki Doro Remix) - 4:56
3. Lemonade (Rudeejay Remix) - 5:50
4. Lemonade (Rudeejay Radio Edit) - 3:03
5. Lemonade (Topakabana Remix) - 4:20
6. Lemonade (Karmin Shiff and Marco Zardi Remix) - 4:46

UK Remixes
1. Lemonade (Cahill Edit) - 3:03
2. Lemonade (Cahill Club Mix) - 6:03
3. Lemonade (Rudedog Radio Edit) - 3:43
4. Lemonade (Rudedog Mix) - 4:25
5. Lemonade (Rudedog Dub Mix) - 7:46
6. Lemonade (Manilla Maniacs Remix) - 3:39

## Classifiche
Lemonade ha raggiunto la posizione #1 nella iTunes Chart giapponese e la #4 nella iTunes Chart italiana.
| Classifica                   | Posizione raggiunta |
| ---------------------------- | ------------------- |
| Bulgaria (Airplay)           | 1                   |
| Croazia                      | 96                  |
| Giappone (Billboard Hot 100) | 27                  |
| Italia (FIMI)                | 25                  |
| Repubblica Ceca              | 74                  |
| Romania                      | 12                  |
| Slovacchia                   | 17                  |
| Ungheria (Dance Top 40)      | 38                  |

## Date di pubblicazione
| Nazione     | Data           | Formato          | Etichetta      |
| ----------- | -------------- | ---------------- | -------------- |
| Italia      | 12 giugno 2012 | Airplay          | Ego            |
| Romania     | 14 giugno 2012 | Digital Download | MediaPro       |
| Italia      | 15 giugno 2012 | Digital Download | Ego            |
| Giappone    | 1º agosto 2012 | Digital Download | Victor Music   |
| Spagna      | 7 agosto 2012  | Digital Download | Blanco y Negro |
| Italia      | 27 agosto 2012 | CD               | Ego            |
| Regno Unito | 7 ottobre 2012 | Digital Download | 3Beat          |